# 日本棋院選手権戦
日本棋院選手権戦（にほんきいんせんしゅけんせん）は、日本の囲碁の棋戦。1953年に開始、1975年まで22期行われ、天元戦に発展解消する。
中部日本新聞では、1949年から藤沢朋斎・木谷實・岩本薫の三者リーグ戦を実施、続いて高段者勝抜戦、坂田栄男らによる五番碁シリーズと中堅棋士選抜棋戦を実施。1953年から本棋戦を開始。その後、北海道新聞、西日本新聞との三社共催となった。
- 主催 (1期) 中部日本新聞、(2期-)新聞三社連合

7連覇の記録を持つ坂田栄男が「名誉日本棋院選手権者」の称号を持つ。

## 方式
- 第1期はトーナメント方式で決勝一番勝負。第2-8期は挑戦手合三番勝負、第9期以降は挑戦手合五番勝負。
- 少なくとも、五番勝負となった第9期以降は、挑戦手合いは二日制での対局[1]。
- コミは4目半。

## 名誉称号
| 棋士     | 期   | 連覇  | 年                    |
| -------- | ---- | ----- | --------------------- |
| 坂田栄男 | 12期 | 7連覇 | 1955-61、64-65、73-75 |

## 歴代優勝者と決勝戦
（左が優勝者）
1. 1954年 高川格 - 篠原正美
2. 1955年 坂田栄男 2-0 高川格
3. 1956年 坂田栄男 2-1 杉内雅男
4. 1957年 坂田栄男 2-1 杉内雅男
5. 1958年 坂田栄男 2-0 木谷實
6. 1959年 坂田栄男 2-0 高川格
7. 1960年 坂田栄男 2-0 高川格
8. 1961年 坂田栄男 2-1 藤沢秀行
9. 1962年 高川格 3-0 坂田栄男
10. 1963年 高川格 3-1 山部俊郎
11. 1964年 坂田栄男 3-0 高川格
12. 1965年 坂田栄男 3-1 宮下秀洋
13. 1966年 大平修三 3-1 坂田栄男
14. 1967年 大平修三 3-2 林海峰
15. 1968年 大平修三 3-1 山部俊郎
16. 1969年 大平修三 3-0 宮下秀洋
17. 1970年 石田芳夫 3-1 大平修三
18. 1971年 石田芳夫 3-0 武宮正樹
19. 1972年 大平修三 3-1 石田芳夫
20. 1973年 坂田栄男 3-1 大平修三
21. 1974年 坂田栄男 3-2 加藤正夫
22. 1975年 坂田栄男 3-2 趙治勲

## 記録
- 最多優勝 12回 坂田栄男
- 最多連覇 7期 坂田栄男